# Amazônia (satellite)
Amazonia-1 è un satellite brasiliano, lanciato nel febbraio 2021 dal centro di lancio dell'India. È un satellite per l'osservazione della Terra ed è prevista una serie di 3 satelliti.

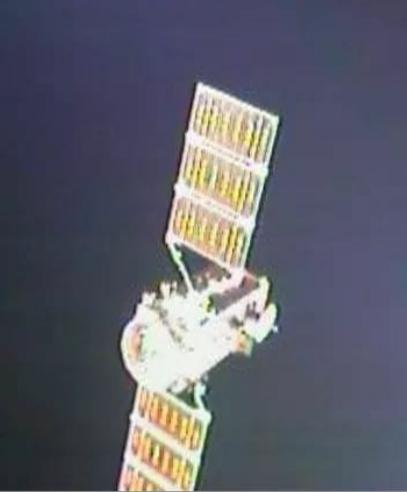
Amazônia-1 fotografato in orbita

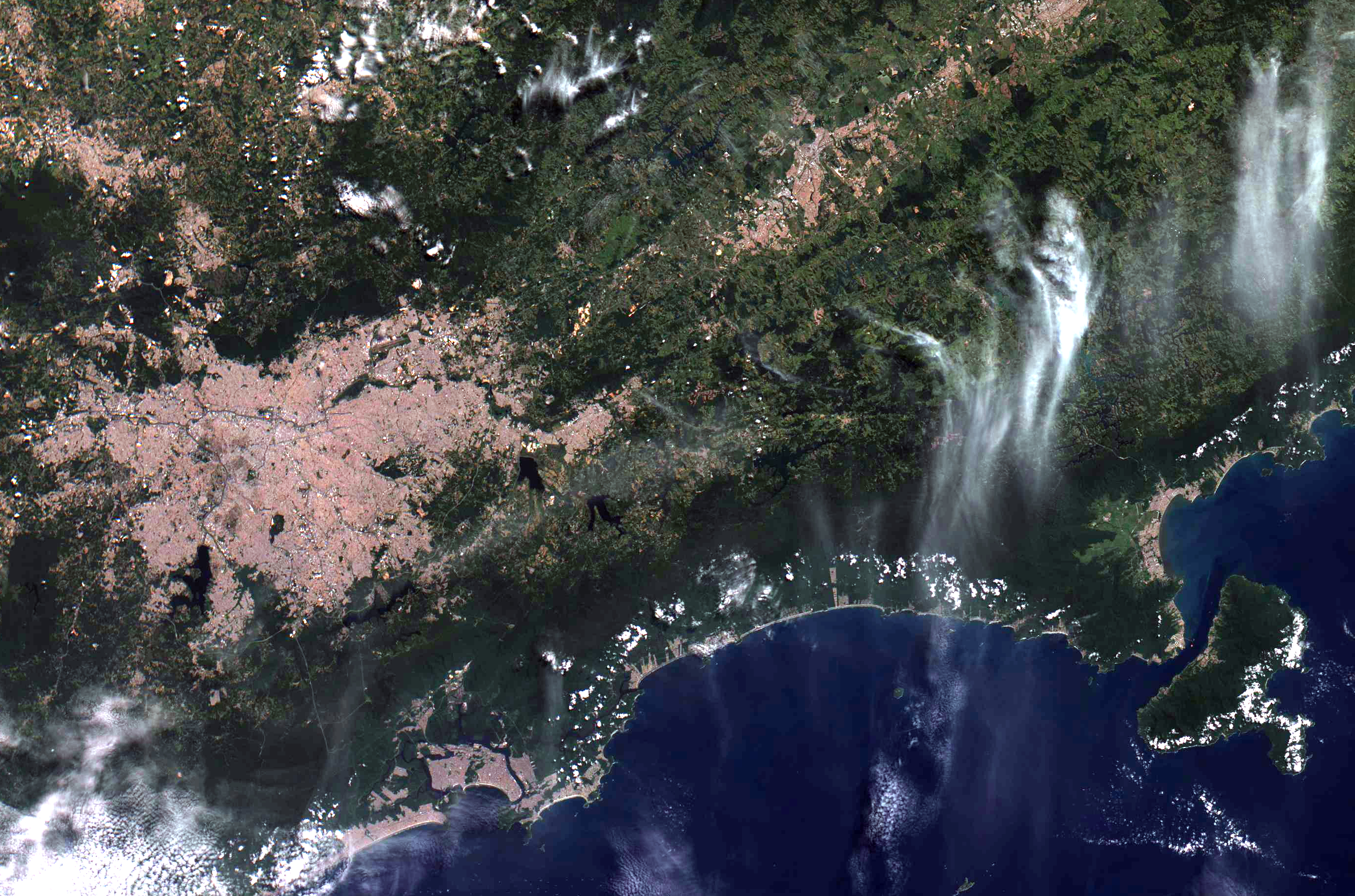
Immagine catturata dal satellite

Sebbene non sia il primo satellite brasiliano, è il primo completamente progettato, prodotto e testato nel paese, essendo il terzo satellite brasiliano di telerilevamento attualmente in funzione con CBERS-4 e CBERS-4A.

## Caratteristiche
- Telecamera: 3 bande in VIS e 1 banda in NIR
- Gamma di osservazione: 850 km con 60 metri di risoluzione
- Durata: 4 anni
- Peso: 637,0 kg
- Orbita: polare

## Programma
| Satellite   | Tipo                   | Lancio | Status      |
| ----------- | ---------------------- | ------ | ----------- |
| Amazônia-1  | osservazione del suolo | 2021   | ativo       |
| Amazônia-2  | osservazione del suolo | 202x   | programmato |
| Amazônia-2A | osservazione del suolo | 202x   |             |